# Sontra
Sontra település Németországban, Hessen tartományban. Lakosainak száma 7653 fő (2023. december 31.).

## Népesség
A település népességének változása:
| Lakosok száma | 7856 | 7839 | 7642 | 7561 | 7653 |
|               | 2017 | 2019 | 2021 | 2022 | 2023 |